# Nagara (tambor)
El terme nagara s'usa per a descriure una sèrie de tambors (amb doble membrana) emprats sobretot a la zona de l'Azerbaidjan. Tots tenen cossos de fusta (també poden ser de terrissa), de vegades amb petits orificis. Les membranes s'estrenyen amb cordes creuades (sovint de pell) i es toquen amb les mans o amb baquetes de fusta amb extrems rodons o en forma de ganxo. Els tambors tenen diferents noms segons la mida. El kyos (nagara gran) és de 50 a 60 cm de diàmetre i antigament el feien als pobles a partir d'un tronc d'arbre. El coneixement del tambor a àrees més grans va afavorir que experts artesans produïssin instruments més refinats. El kyos es penja a l'espatlla amb una corretja de cuir i es va colpejant amb una baqueta.
El nagara bala o nagara chure (nagara mitjà) és de 35 a 40 cm de diàmetre i és principalment un instrument de conjunt. Subjectat per sota del braç esquerre, pot ser colpejat amb les mans nues o amb una mà i una baqueta. De tant en tant es toquen els dos; als extrems de la membrana es toca amb els dits i, al centre del tambor, amb els palmells. El nagara kichik (nagara petit) també es toca en conjunts musicals i orquestres. El nagara s'utilitza juntament amb altres instruments en la música popular: és típic un conjunt de dos kyos i dos zurnas (oboès) tocant a les revetlles, marxes o manifestacions. Els nagares eren usats originàriament durant la caça.